# Cápsula de Bowman

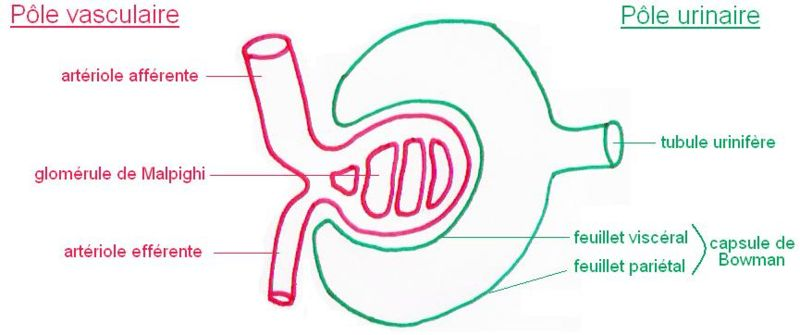
La cápsula de Bowman está representada en verde y el glomérulo renal en rojo.

La cápsula de Bowman es un saco en forma de copa al comienzo del componente tubular de una nefrona en el riñón de los seres vivos  que realiza el primer paso en la filtración de sangre para formar orina. Un glomérulo está encerrado en el saco. Los fluidos de la sangre en el glomérulo se recogen en la cápsula de Bowman.
La cápsula de Bowman fue nombrada en reconocimiento a sir William Bowman (1816–1892), médico, anatomista, histólogo y oftalmólogo británico que la identificó en 1842.

## Anatomía
Fuera de la cápsula, hay dos "polos":
Dentro de la cápsula, las capas son: (desde el exterior al interior):
| Capa parietal                                                  | Una sola capa de epitelio escamoso simple. No funciona en la filtración. |
| Espacio de Bowman (o "espacio urinario", o "espacio capsular") | Entre las capas viscerales y parietales, dentro de las cuales el líquido filtrado entra después de pasar a través de las ranuras de filtración.                                                                                 |
| Capa visceral                                                  | Descansa justo debajo de la membrana basal glomerular y está hecha de células epiteliales viscerales o podocitos. Debajo de la capa visceral descansan los capilares glomerulares. Vea Glomérulo renal#Capas para más detalles. |

## Fisiología
El proceso de filtración de la sangre en la cápsula de Bowman es llamado ultrafiltración (o filtración glomerular), y el índice normal de filtración diaria es de 125 ml/min, equivalente a diez veces el volumen de la sangre.
Cualquier proteína por debajo de más o menos 30 kilodaltones puede pasar libremente a través de la membrana , aunque hay un cierto obstáculo adicional para las moléculas cargadas negativamente debido a la carga negativa de la membrana basal y de los podocitos.
Cualquier molécula pequeña como agua, glucosa, sal (NaCl), aminoácidos, y urea pasan libremente al espacio de Bowman, pero células, plaquetas y proteínas grandes, no pasan.
Como resultado, el líquido filtrado que sale de la cápsula de Bowman es muy similar en composición al plasma sanguíneo a medida que pasa hacia de túbulo contorneado proximal.

## Significado clínico
Medir el índice de filtrado glomerular (GFR) es una prueba de diagnóstico de la función del riñón.
Un GFR disminuido puede ser un signo de insuficiencia renal.

## Epónimo
La cápsula de Bowman se nombra en honor a Sir William Bowman (1816-1892), cirujano y anatomista británico.
Junto con el glomérulo son conocidos como el corpúsculo renal, o corpúsculo de Malpighi, nombrado en honor a Marcello Malpighi (1628-1694), médico y biólogo italiano. Este nombre ya no es usado frecuentemente, probablemente para evitar la confusión con el corpúsculo de Malpighian del bazo.

## Imágenes adicionales

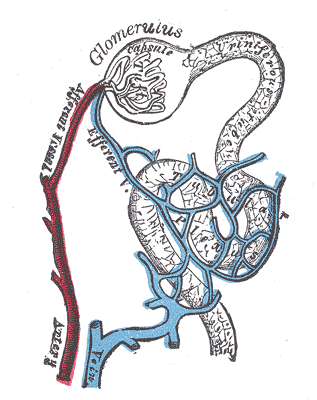
Distribución de los vasos sanguíneos en la corteza del riñón.
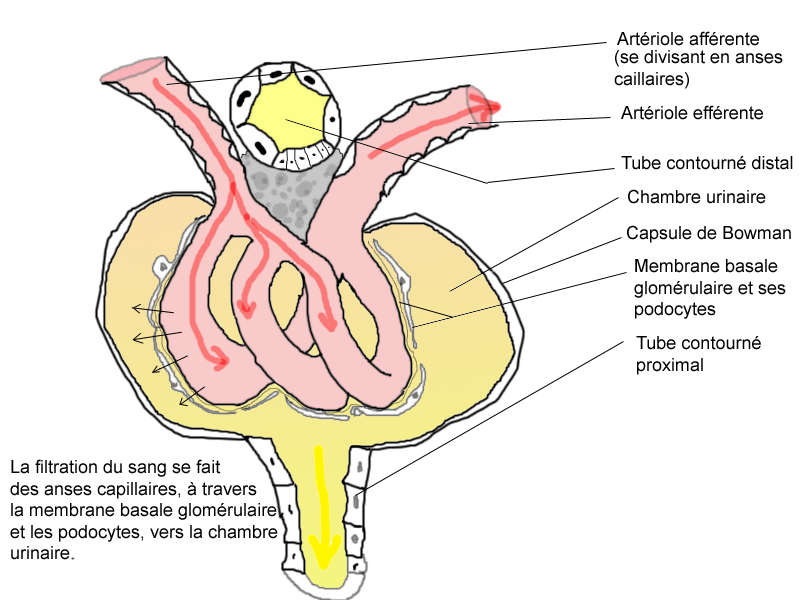
Glomérulo.